# Frederick West
Frederick Walter Stephen „Fred“ West (* 29. September 1941 in Much Marcle, Herefordshire; † 1. Januar 1995 im HM Prison Birmingham) und seine Frau Rosemary West waren britische Serienmörder. West gestand zwölf Morde, seine Frau wurde in zehn Fällen schuldig gesprochen.

## Lebenslauf
Frederick West kam 1941 als zweites Kind der Landarbeiter Walter Stephen West und Daisy Hannah zur Welt. In der Schule wurde West als Mamasöhnchen gehänselt. Seine Mutter suchte häufiger die Konfrontation zu Wests Lehrern, wenn diese ihren Lieblingssohn maßregelten.
Ohne Schulabschluss verließ West die Schule bereits im Alter von 15 Jahren, um als Gelegenheitsarbeiter tätig zu werden. Später berichtete Frederick West davon, dass sein Vater Inzest mit seinen Schwestern begangen habe. Zu einer Anklage kam es jedoch nicht, da Wests Angaben nicht belegbar waren und er als notorischer Lügner galt. Mit 17 Jahren erlitt er bei einem Motorradunfall einen Schädelbasisbruch und eine Beinfraktur. Er lag eine Woche im Koma, und das Bein blieb verkürzt. Seine Beziehung zu Catherine Bernadette „Rena“ Costello, die er nach seiner Genesung kennenlernte, war nicht von langer Dauer, wenige Monate später zog sie wieder in ihre Heimat nach Schottland. „Rena“ war bereits seit ihrer Kindheit polizeibekannt und galt als erfahrene Diebin. Nach mehreren Kleindelikten entging Frederick West im Alter von 20 Jahren nur knapp einer Anklage wegen Kindesmissbrauchs an einem 13-jährigen Mädchen, welches mit der Familie West befreundet war. Ein Arzt attestierte West epileptische Anfälle. Es kam wegen seiner Uneinsichtigkeit zum Bruch mit seiner Familie.

### 1962–1964
Im Sommer 1962 kehrte Catherine Bernadette Costello aus Schottland zurück und ging erneut eine Beziehung zu West ein. Sie heirateten heimlich im November desselben Jahres. Die erste Schwangerschaft Bernadettes, bedingt durch einen Seitensprung mit einem asiatischen Busfahrer, führte zu Spannungen zwischen West und seiner Frau. Gemeinsam verließen beide Much Marcle und flüchteten nach Schottland. Um die asiatische Abstammung des im März 1963 geborenen Kindes Charmaine gegenüber Wests Eltern zu rechtfertigen, behaupteten West und seine Frau, dass ihr leibliches Kind bei der Geburt an plötzlichem Kindstod gestorben sei und sie ein Kind adoptiert hätten.
1964 brachte Fredericks Frau das zweite Kind, Anna Marie, zur Welt. Ebenfalls zu dieser Zeit lernten West und seine Frau Anna McFall, sein späteres erstes Mordopfer, kennen. West arbeitete zu der Zeit als mobiler Eisverkäufer, verlor diese Stelle aber, nachdem er mit seinem Verkaufswagen ein Kleinkind überfahren und tödlich verletzt hatte. Gemeinsam mit seiner Frau, seinen beiden Kindern und Anna McFall zog West von Much Marcle nach Gloucester und fand dort Arbeit in einem Schlachthaus. Wegen der zerrütteten Ehe wollte sich Wests Frau mit den Kindern nach Glasgow absetzen, doch da Frederick West dies nicht erlaubte, reiste seine Frau ohne die Kinder zurück nach Schottland. West lebte mit der damals 17-jährigen Anna McFall, einer Freundin seiner Frau, die freiwillig als Kindermädchen bei ihm arbeitete, zusammen und schlief mit ihr. Kurz vor der Geburt des gemeinsamen Kindes ermordete West seine Freundin und zerstückelte und begrub sie in einem Feld in Sichtweite des Elternhauses. Costello kehrte zu ihm zurück, blieb aber nicht lange.

### Weitere Morde
Im folgenden Jahr teilte West seine Zeit zwischen verschiedenen Campingplätzen auf und lernte Rosemary Letts kennen. Ebenfalls als Kindermädchen angeheuert, wurde sie schwanger und gebar 1970 die gemeinsame Tochter Heather. Wegen verschiedener kleiner Delikte verbrachte er 1970 ein Jahr im Gefängnis. Zu dieser Zeit kam seine Stieftochter Charmaine gewaltsam zu Tode, vermutlich durch Letts. Die Leiche wurde von West nach seiner Entlassung aller Wahrscheinlichkeit nach zerstückelt und in den Fußboden einbetoniert. Später kehrte die alkoholkranke Costello abermals zu Fred zurück, der sie nahe dem Grundstück seiner Eltern ermordete, zerstückelte und ihre Überreste zusammen mit einem Kinderbumerang vergrub. West heiratete Letts 1972, obwohl er offiziell immer noch mit der ermordeten Rena verheiratet war. Rosemary Letts prostituierte sich auf Anleitung ihres Mannes und gebar schließlich Mae, ihr zweites Kind.
Durch Hilfe ihres Vermieters war es den Eheleuten West möglich, zu günstigen Konditionen eine heruntergekommene Doppelhaushälfte in der Cromwell Street 25 zu erwerben, später hinlänglich bekannt als „House of Horrors“. Nach der Entführung, Misshandlung und Vergewaltigung des minderjährigen Kindermädchens Caroline Owens gelang es dieser, durch eine List zu fliehen. Sie war später eine der Hauptbelastungszeugen im Mordprozess. Da sich Owens zunächst schämte, kamen beide mit einer Geldstrafe von insgesamt 100 Pfund davon. Derweil entstand im Keller eine schalldichte Folterkammer, die später als Kinderzimmer genutzt wurde. Das Ehepaar West ermordete 1973 Lynda Gough, Carol Ann Cooper und Lucy Partington. Sämtliche Leichen gelangten zerstückelt in Teile des Hauses und Grundstückes. Ein Jahr darauf wurden die Schweizer Studentin Therese Siegenthaler und Shirley Hubbard ermordet, zerstückelt und eingemauert. Wieder ein Jahr darauf erfuhr Juanita Mott dasselbe Schicksal. Shirley Robinson, die ein Kind von Fred West erwartete und im achten Monat schwanger war, wurde am 10. Mai 1978 von Fred West ermordet. Der Junge hätte am 11. Juni geboren werden sollen. Für diesen Mord gab es kein sexuelles Motiv; laut Anklage soll sie aus Sicht der Wests die Stabilität der Beziehung zwischen Fred und Rose gefährdet haben. Ursprünglich hatte Fred West geplant, das Kind zu verkaufen, wofür er von Shirley Robinson professionelle Bilder anfertigen ließ.
Alison Chambers starb am 5. August 1979 durch die Hand Wests. Die gemeinsame Tochter Heather wurde am 19. Juni 1987 zerstückelt und vergraben.

### Verurteilung
Im Jahr 1992 vergewaltigte West das Mädchen Luise und wurde daraufhin verhaftet. Lange Zeit blieb die Mordserie unentdeckt. 1993 wurden die Ermittlungen ausgeweitet und erst 1994 auch Rose verhaftet. Im Rahmen der aufwändigsten Hausdurchsuchung in der Geschichte Großbritanniens wurden im Verlauf von über neun Monaten die eingemauerten, vergrabenen und verbrannten Leichenteile zusammengetragen. 1994 wurde Fred wegen zwölf, Rose wegen zehn Morden angeklagt. Gerüchte über zahlreiche weitere Morde an verschwundenen Mädchen in der fraglichen Zeit gab es weiterhin. Am 1. Januar 1995 erhängte sich Fred West, Rosemary bekam eine lebenslange Freiheitsstrafe. Ihre sieben weiteren Kinder, die überlebt hatten, kamen zu Pflegeeltern.
Im Prozess kamen grausame Folterpraktiken ans Tageslicht. Nach dem Abriss des von den kriminaltechnischen Untersuchungen völlig durchlöcherten Hauses wurde der gesamte Bauschutt sorgfältig zerkleinert und entsorgt. Das Grundstück wurde nicht wieder bebaut, sondern dient heute als begrünter öffentlicher Weg.

## Weiteres
Eines der Opfer, Lucy Partington, war die Cousine des Schriftstellers Martin Amis, der ihr später einen seiner Romane widmete.

## Film
- Die Vertraute des Mörders (Appropriate Adult), britischer Fernsehfilm, 2011, von Julian Jarrold; aus der Perspektive einer Sozialarbeiterin (Emily Watson), die West während des Strafverfahrens betreute.
- Fred und Rose West: eine britische Horror-Story, Netflix-Miniserie, bestehend aus 3 Folgen, 2025.